# Orphnus clavipes
Orphnus clavipes är en skalbaggsart som beskrevs av Rudolph Petrovitz 1971. Orphnus clavipes ingår i släktet Orphnus och familjen Orphnidae. Inga underarter finns listade i Catalogue of Life.